# داريل واشنطن
داريل واشنطن (بالإنجليزية: Daryl Washington)‏ هو لاعب كرة قدم أمريكية أمريكي، ولد في 9 أكتوبر 1986 في دالاس في الولايات المتحدة.

## وصلات خارجية
- داريل واشنطن على موقع مرجع كرة القدم المحترفة.كوم (الإنجليزية)